# Bill McKnight

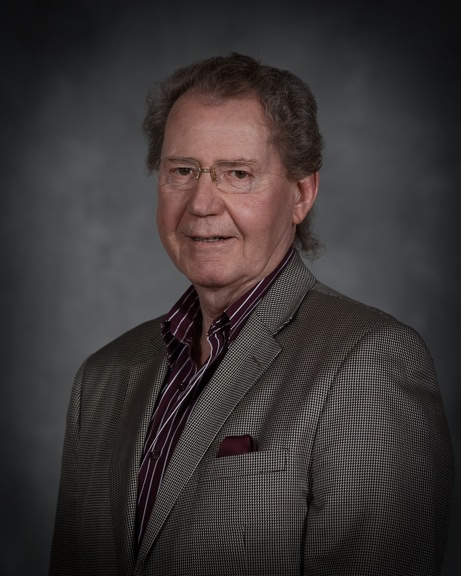
Bill McKnight (2011)

William Hunter „Bill“ McKnight, SOM, PC (* 12. Juli 1940 in Elrose, Saskatchewan; † 4. Oktober 2019 in Saskatoon, Sasketchewan) war ein kanadischer Politiker der Progressiv-konservativen Partei Kanadas, der zwischen 1979 und 1993 Mitglied des Unterhauses sowie mehrmals Minister war. 

## Leben
William Hunter „Bill“ McKnight war als Landwirt und Unternehmer tätig. Seine politische Laufbahn begann er in der Kommunalpolitik zwischen 1974 und 1977 als Trustee der Eston-Elrose’s School. Bei der Wahl vom 22. Mai 1979 wurde er als Kandidat der Progressiv-konservativen Partei Kanadas erstmals zum Mitglied des Unterhauses gewählt und vertrat dort bis zum 24. Oktober 1993 den Wahlkreis Kindersley-Lloydminster. Zu Beginn seiner Parlamentszugehörigkeit war er in der 31. Legislaturperiode (Mai 1979 bis Februar 1980) Vorsitzender des Landwirtschaftsausschusses des Unterhauses. 
Im 24. kanadischen Kabinett von Premierminister Brian Mulroney übernahm er am 17. September 1984 den Posten als Arbeitsminister und hatte diesen bis zum 29. Juni 1986. Im Zuge einer Kabinettsumbildung war er zwischen dem 30. Juni 1986 und dem 29. Januar 1989 Minister für Indianerangelegenheiten und Entwicklung des Nordens. Zugleich übernahm er in Personalunion vom 4. August 1987 bis zum 29. Januar 1989 auch das Amt als Minister für wirtschaftliche Diversifikation des Westens. Des Weiteren war er zwischen Juli 1986 und Juni 1993 auch zuständiger Minister für Saskatchewan.
Im Rahmen einer weiteren Kabinettsumbildung wurde McKnight am 30. Januar 1989 zum Minister für Nationale Verteidigung und übte dieses Amt bis zum 20. April 1991 aus. Als solcher fungierte er zwischen dem 30. Januar 1989 und dem 20. April 1991 auch als Vizevorsitzender des Kabinettsausschusses für Außen- und Verteidigungspolitik. Bei einer neuerlichen Regierungsumbildung übernahm er am 21. April 1991 den Posten als Landwirtschaftsminister, den er bis zum 3. Januar 1993 bekleidete. Zuletzt fungierte er zwischen dem 4. Januar und dem 24. Juni 1993 den Posten als Minister für Energie, Bergbau und Ressourcen. Als Minister wurde er auch Mitglied des Kanadischen Kronrates. Bei der Wahl vom 25. Oktober 1993 verzichtete er auf eine erneute Kandidatur für das Unterhaus. 2014 wurde ihm der Saskatchewan Order of Merit (SOM) verliehen.